# Péguy Luyindula
Péguy Luyindula, född 25 maj 1979 i Kinshasa, Zaire (numera Demokratiska republiken Kongo), är en fransk före detta fotbollsspelare. Han spelade under sin karriär landskamper för franska landslaget.